# Gâteau du Vully

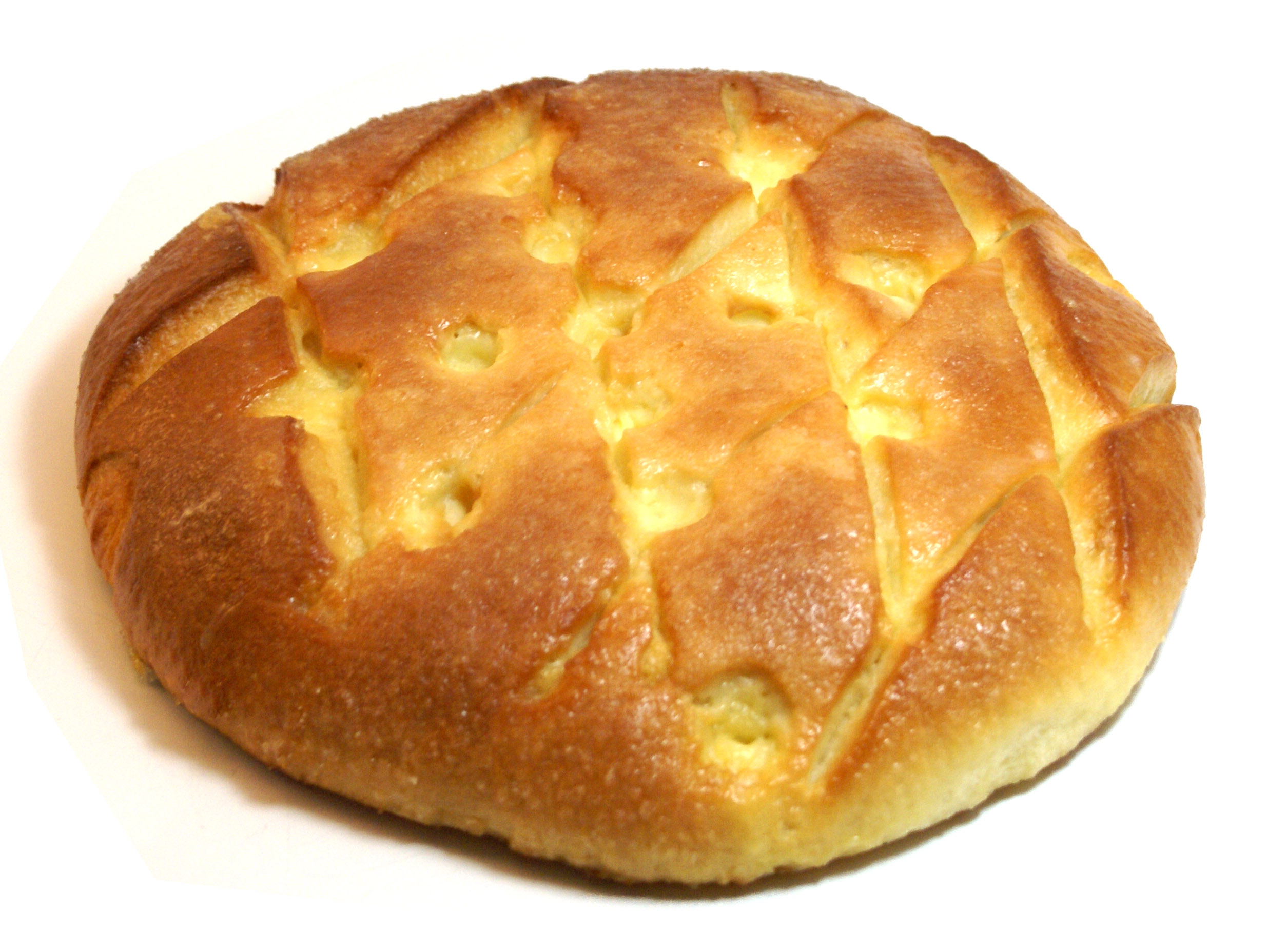
Gâteau du Vully

Gâteau du Vully is een Zwitserse specialiteit vernoemd naar het plaatsje Vully in kanton Fribourg. Het centrum van productie van de taart is het plaatsje Murten. Het is een taart met een gele stroperige zoete vulling of, als variant, een hartige vulling met spek en kummel.
Het belangrijkste ingrediënt (voor zowel de hartige als de zoete variant) is de dubbele room met minstens 45% vetgehalte, hoewel het met volle room als slagroom ook functioneert.
Het recept is al eeuwenoud, hoewel het wel verfijnd werd in de loop van de tijd. Het recept stamt uit de tijd dat de boeren van de regio nog gezamenlijke ovenhuizen hadden voor het bakken van het brood. Om de temperatuur van de oven te controleren, er bestonden 400 jaar geleden immers nog geen thermometers, werd telkens een klein stukje deeg in de oven gedaan. Het gebakken deeg werd uiteraard niet weggegooid. Men streek er room en suiker op en at het op. In de loop van de tijd werd het brooddeegmeel vervangen door witte meel.